# 趙在基
趙 在基（チョ・ジェギ、1950年3月17日 - ）は、韓国の柔道家。1976年モントリオールオリンピック（男子無差別級）の銅メダリスト。

## 経歴
河東郡の農家に長男として生まれる。中学生時に釜山の中学校に転入。
東亜大学校に入学後、柔道部に勧誘され入部。軽い気持ちでの入部ではあったが、入部後に柔道の楽しさに目覚め、それまで勉学一筋で生きてきた人生から一転、スポーツに打ち込むようになる。大学3年次に団体戦で全国優勝を果たすと、4年次には団体・個人とも制し、韓国選手権でも準優勝という成績を収める。
大学卒業後は韓国鉄道公団の柔道部に籍を置き、1972年の韓国選手権で優勝すると、翌1973年の世界選手権（スイス・ローザンヌ）に、93kg以下級の代表として出場する。この大会では3回戦でイギリス代表のデビッド・スターブルックに敗れはしたものの、世界の壁は思っていた程ではないと実感したという。また、この大会で全6階級を日本人選手が制した事で、日本での柔道修行を志すようになる。
1974年、韓国選手権で3連覇を果たすと、京畿大学校へ選手兼指導者として招聘される。同校は日本の天理大学と柔道部同士の交流があったため、親善試合等で日本を訪れるようになる。この縁から天理大学に招かれ、日本での稽古にも励んだ。
1976年、モントリオールオリンピックに出場し、無差別級で銅メダルを獲得、この功績により、韓国政府より体育勳章（3等級）を受賞するなど、韓国国内で英雄扱いされる。
オリンピック後は母校・東亜大学校に移り、1980年のモスクワオリンピックを目指すが、政治情勢により、韓国がオリンピックへの出場をボイコットしたため、金メダルを確信していた趙は絶望の淵に追いやられたという。
引退後は、シルムの道場で、当時高校生であった河亨柱を柔道へ勧誘。河は後、1984年ロサンゼルスオリンピックで金メダルを獲得したほか、世界選手権でも銀メダル・銅メダルを獲得する事となる。1986年にオリンピック組織委員に任命されると、韓国国内での国際試合でマネジメント業務に携わった。
日本の早稲田大学でスポーツ科学部が再編されると、2007年3月から翌2008年2月まで、同大学のスポーツ科学学術院に籍を置き、柔道の体験教室や講義を開催する傍ら、嘉納治五郎の思想と東洋哲学を背景とする“学問としての柔道”について研究を行った。